# Равно (Боснія і Герцеговина)
Равно (босн. і хорв. Ravno, серб. Равно) — село на південному сході Боснії і Герцеговини, на крайньому півдні Герцеговини, центр однойменної громади в Герцеговинсько-Неретванському кантоні Федерації Боснії і Герцеговини, лежить біля річки Требишниці. 

## Історія
За офіційним переписом 1991 року, поселення Равно налічувало 198 жителів. Наприкінці 1991 року це був перший населений пункт у Боснії і Герцеговині, який зазнав нападу ЮНА, чим було неофіційно розпочато війну в Боснії та Герцеговині. Перед цією війною вся територія нинішньої громади належала до громади Требинє згідно з поділом, запровадженим ще югославською владою. Після війни за Дейтонським договором межа між Федерацією Боснії і Герцеговини та Республікою Сербською розділила колишню громаду Требинє, західна частина якої нині утворює громаду Равно, яка з близько 3 300 жителями є однією з найменших у державі. 

## Населення
| Національність | 1991         | 1981         | 1971         | 1961       |
| Хорвати        | 173 (87,4 %) | 306 (84,1 %) | 472 (85,9 %) | 557 (85 %) |
| Серби          | 16 (8,1 %)   | 41 (11,2 %)  | 72 (13,1 %)  | 92 (14 %)  |
| Мусульмани     | 1 (0,5 %)    | 2 (0,6 %)    | 1 (0,2 %)    | —          |
| Югослави       | 5 (2,5 %)    | 12 (3,3 %)   | —            | —          |
| Чорногорці     | —            | —            | —            | 6 (0,9%)   |
| Інші           | 3 (1,5 %)    | 3 (0,8 %)    | —            | —          |
| Усього         | 198          | 364          | 549          | 655        |